# Luís do Rego Barreto

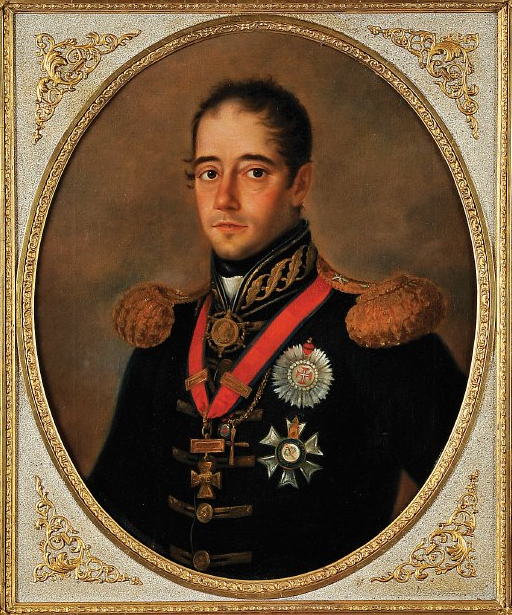
General Luiz do Rego Barreto, vizconde de Geraz do Lima.

Luís do Rego Barreto (Viana do Castelo, 28 de octubre de 1777-Vila Real, 7 de septiembre de 1840), primer vizconde de Geraz do Lima, más conocido como general Luís do Rego, fue un militar y administrador colonial portugués que se distinguió durante las Guerras Napoleónicas combatiendo a los franceses.

## Vida
Era hijo natural del oficial del ejército portugués António Rego Barreto, adjunto del segundo conde de Bobadela cuando fue gobernador de armas de Minho. Antonio Rego reconoció al hijo como legítimo en 1786, quien se alistó a los trece años en el Regimiento de Infantería de Lippe (Guarnición de Lisboa), habiendo alcanzado el rango de teniente cuando Francia invadió Portugal en 1807.
Renunciando al capitular el ejército portugués, retornó a Viana do Castelo. Cuando la ciudad de Oporto se alzó contra los invasores, Barreto organizó una Junta Provisional de Gobierno en Viana do Castelo, la cual lo ascendió a mayor de infantería y le encargó organizar el 9.º Regimiento de Infantería para guarecer la ciudad.

## Guerra peninsular
Creado el Batallón de Cazadores nº 4, en él combatió en la batalla de Buçaco, en Pombal, en el Asedio de 1812 de Ciudad Rodrigo y en las Líneas de Torres Vedras. Posteriormente participó en la batalla de Arapiles, la batalla de Vitoria y se destacó junto con sus hombres en el Sitio de San Sebastián.

## Servicio colonial
Tras las Guerras Napoleónicas, fue enviado en 1816 al Brasil. Allí creó la División de Voluntarios Leales al Rey, con la que derrotó la insurrección separatista conocida como la Revolución Pernambucana. Terminada esta, do Rego fue nombrado gobernador de Pernambuco.
Ascendido a general, con la proclamación de la Constitución de 1820, Barreto la hace jurar en Brasil. Herido en un atentado al año siguiente regresa a Portugal en 1821.

## Carrera posterior
Nombrado gobernador militar de Minho por el gobierno, estuvo a cargo de sofocar la rebelión del conde de Amarante en febrero de 1823. Tras la Vilafrancada (mayo de 1823), Barreto fue depuesto y deportado a Figueira da Foz, retirándose al año siguiente.  Sin embargo, durante la regencia de  Isabel María, asume el puesto de teniente general, regresando al Brasil. 
Regresando a Portugal es arrestado por el rey  Miguel I, mas consigue escapar a España, retornando tras la  Convención de Évora-Monte. Vocal del Consejo Supremo de Justicia Militar en 1834, fue nuevamente nombrado gobernador militar de Minho durante el  Septembrismo portugués, vizconde de Geraz Lima en 1835 y senador de Viana do Castelo durante la Constitución de 1838. Falleció en 1840.